# İnşaatçılar
İnşaatçılar – stacja na linii 2 bakijskiego metra, położona między stacjami Elmlər Akademiyası i 20 Yanvar. Została otwarta 31 grudnia 1985.